# Апокриф
Апокриф (от гръцки: απόκρυφος – „таен“, „скрит“) означава словесно или писмено произведение, което се разпространява „нелегално“, т.е. независимо и/или въпреки волята на контролиращата институция – Църква, държава, и т.н.
В по-тесен смисъл терминът се  използва за книгите, които поради една или друга причина не са включени в църковния канон на Свещеното писание. В този случай терминологията, възприета от Православната, Католическата и Протестантската църква се различава (виж по-долу). В статията ще се използва терминът „апокриф“ в разбирането на Православната църква, тъй като е достатъчно тесен и определен като смисъл и е най-близък до разбирането на тази дума в българския език. Апокрифите, особено новозаветните, не са намерили място в канона по различни причини – спорно авторство, разминаване с официалното учение на Църквата, време на написване, а някои от тях просто са били неизвестни на съставителите на новозаветния канон.

## Разлики в терминологията
Различията засягат преди всичко Стария завет. Библейският канон съдържа 39 старозаветни книги. Освен тях в католическата и православната Библия присъстват други книги. Всъщност именно при тях се проявява различието в термините.
- За Православната църква тези книги са 11 и не се определят като апокрифи, а като „неканонични“ книги – т.е. книги, които, въпреки че не фигурират в канона, по своя дух и характер са достойни да присъстват редом със санкционираните от канона книги. Такива са „Книга на премъдростта на Иисус, Син Сирахов, Първа и Втора книга на Ездра, и др., както и някои части от каноничните книги. Общото за всички тези писмени източници е, че отсъстват от стария юдейски канон, но са част от първия и твърде авторитетен превод на канона на гръцки, т.нар. „Септуагинта“. В българския „синодален“ превод те са преведени именно оттам. За Православната църква апокрифи са книгите, които не са в списъка на тези 50. Някои от апокрифите не са забранявани, а са били четени като художествена литература.[1]

- Римокатолическата църква нарича същите тези книги „апокрифи“ и отново ги издава, редом с каноничните произведения, с изключение на „Трета книга на Ездра“, която липсва в католическите издания. Останалите книги, засягащи библейската история или проповед, са включени в т.нар. „Индекс на забранените книги“, редом със значително по-късни произведения. Технически за тях също се употребява (в по-ново време) терминът апокриф.

- За протестантските общности апокрифи са всички книги, които не влизат в библейския канон.

Вън от различията и с изключение на неканоничните книги в терминологията, отношението и начинът на работа по отношение на тези книги е почти сходен у различните християнски вероизповедания.

## Видове апокрифи
Систематизирането на апокрифите по видове споделя терминологията, определена от систематизирането на каноничните библейски текстове. Делят се основно на старозаветни и новозаветни апокрифи (според приписваното или автентично авторство), също така на откровения (апокалипсиси), видения, слова и др., според вида на жанра и повествованието. (Всички те могат да бъдат старозаветни и новозаветни). В съчетанието между двете класификации се появяват термини като „старозаветно“ или „новозаветно“ откровение и т.н.

### Новозаветни апокрифи
Някои от тях са твърде древни. Също така някои от тях са имали ограничено значение в древните поместни църкви. Едно от евангелията, приписвани на св. ап. Тома (т.нар. евангелие „Иисус рече“, според фразата, с която започва всеки негов абзац), например се приема от някои от богословите, предимно западни, за т.нар. евангелие Q (от немски Quelle – източник), послужило за основа на останалите евангелски текстове. Някои от апокрифните евангелия отразяват предание, в някои случаи твърде древно и съвпадащо с църковното („Протоевангелие на Яков“). Трябва да се отбележи, че някои от книгите, които влизат в съвременния канон преди окончателното му формиране, също са били спорни – по специално „Откровението на св. ап. Йоан Богослов“ и „Посланието на св. ап. Павел до евреите“.
Запазени са повече от над 100 евангелски апокрифи. Някои от тях са:

#### Евангелия
- Апокриф на Яков
- Протоевангелие на Яков
- Евангелие от египтяните
- Евангелие от евреите
- Евангелие от евионитите
- Евангелие от Варава
- „Евангелие от Никодим Архив на оригинала от 2007-09-30 в Wayback Machine.“
- Евангелие от Филип
- „Евангелие от Тома Архив на оригинала от 2006-10-27 в Wayback Machine.“
- Евангелие от Юда
- Евангелие от Петър
- Тайно евангелие от Марк
- Евангелие от Мария
- Евангелие на Ева
- Евангелие от Лъжематей
- История на дърводелеца Йосиф

и други

#### Послания
- Слово за светия апостол Тома Архив на оригинала от 2007-09-30 в Wayback Machine.
- Деяние на светите апостоли Андрей и Матей Архив на оригинала от 2007-09-27 в Wayback Machine.
- Деяния на Петър и Павел
- Деяния на Варнава
- Деяния на Филип в Елада
- Деяния на Йоана
- Успение на Блажена Дева Мария
- Смъртта на светия апостол и евангелист Йоан Богослов[неработеща препратка]

и други

#### Деяния на апостолите
- Послание на Авгар до Христос
- Послание на Христос до Авгар

и други

#### Апостолски послания
- Послание на Авгар до Христос
- Послание на Христос до Авгар
- Преписка на апостол Павел със Сенека (6 писма)
- Послание на апостол Павел до лаодикийците

и други

#### Откровения
- Две откровения на Йоан (да не се бъркат с едноименната канонична книга)
- Откровение на Петър
- Откровение на Павел

и други

### Старозаветни апокрифи
- Псалми Соломонови
- Завет на 12-те (патриарси)
- Няколко книги, приписвани на Енох
- Видението на Исайя
- Заветът на Авраам

и други

### Други
- Пастирът от Ерм
- Ходене на Богородица по мъките

и други

## Значение
Значението на апокрифите за съвременната наука е огромно. Теологията се спира на тях във връзка с изучаването на историята на Църквата и формирането на библейския канон. Светските науки се интересуват предимно от факта, че в много от апокрифите са отразени народни вярвания и сентенции, които са важни за науки като етнология и история на културата. Историята се интересува от тях като писмен източник. Съвременните мистици виждат в тях извор на езотеричното познание.